# Rotten.com
Rotten.com（ロットン・ドット・コム）は、アメリカのソイレント・コミュニケーションズ（Soylent Communications）が運営し、主にショッキングな報道記事を専門に配信していたウェブサイト（ニュースサイト）である。
2017年11月に閉鎖されたため、現在はサイトの閲覧は不可能。

## 概要
Rotten.com（ロットン・ドット・コム）のRotten（[rάtn｜rˈɔtn]ロットン）とは、英語の形容詞で「腐った」や「腐敗した」、または「酷い」といった意味を持つ。日本ではRottenのローマ字読み発音「ロッテン」にちなみ、通称や隠語として「露天」などと表記される。
現実に発生した戦争・テロ・犯罪・事故・災害などの出来事をありのままに配信するニュースサイトの一種だが、そのほとんどは一般的に残虐で猟奇的であると受け止められる記事に特化されている。
1996年にソイレント・コミュニケーションズ（現：NNDB）がアメリカのカリフォルニア・ベイ・エリアに置かれたサーバーの電子掲示板 BBS Sysop で開設し、当初はグロテスクな写真（グロ画像）や悪趣味なビデオ（グロ動画）などを好む一部のマニアやフリークスの間でのみ知られていた。
2000年から2001年にかけて大手電子掲示板スラッシュドットなどで紹介され、同時期に発生したアメリカ同時多発テロ事件の記事によって一気にアクセス数が増加、インターネット上の口コミなども含めて広く知られるようになった。なお、悪い意味での話題性や道徳（倫理）上の問題点などは、双璧の同種サイトと看做されることが多い「Ogrish.com（オグリッシュ・ドット・コム）」を参照のこと。
英語圏ではショックサイトと呼ばれる分野に属し、同種サイトに  Ogrish.com や The young news channel などがある。